# Сьвешево (гміна Сьверче)
Сьвешево (пол. Świeszewo) — село в Польщі, у гміні Сьверче Пултуського повіту Мазовецького воєводства.
Населення — 69 осіб (2011).
У 1975—1998 роках село належало до Цехановського воєводства.

## Демографія
Демографічна структура станом на 31 березня 2011 року:
|          | Загалом | Допрацездатний вік | Працездатний вік | Постпрацездатний вік |
| -------- | ------- | ------------------ | ---------------- | -------------------- |
| Чоловіки | 34      | 4                  | 27               | 3                    |
| Жінки    | 35      | 7                  | 20               | 8                    |
| Разом    | 69      | 11                 | 47               | 11                   |